# Wolfgang Fleischer (Schriftsteller)
Wolfgang Fleischer (* 1943 in Salzburg; † 22. August 2014 in Arbesthal) war ein österreichischer Schriftsteller, Übersetzer und Dokumentarfilmer.

## Leben
Fleischer lebte seit 1952 in Wien und besuchte dort ein Gymnasium; 1961 bis 1965 studierte er an der Universität Wien Philosophie und Geschichte. Als Schüler besuchte Fleischer 1960 eine öffentliche Lesung von Heimito von Doderer, die vom Verband Sozialistischer Studenten veranstaltet wurde. Diese Begegnung führte zu einem Briefwechsel zwischen den beiden und 1963 schlug ihm Doderer vor, dass Fleischer sein Sekretär werden sollte. Er löste als Sekretär Dorothea Zeemann ab, eine Geliebte Doderers, die von der Ehegattin Doderers, Emma Marie Thoma, nicht mehr geduldet wurde. Diese Funktion nahm Fleischer bis zum Tod Doderers 1966 wahr. In dieser Zeit kam Fleischer wöchentlich zwei- bis dreimal in Doderers Wohnung, erledigte die umfangreiche Korrespondenz und las Korrekturfahnen des Autors; im Anschluss daran gingen sie zumeist in ein Gasthaus und trafen dort andere Persönlichkeiten des Wiener Szene (Hans Weigel, Xaver Schaffgotsch, Helmut Qualtinger und andere).

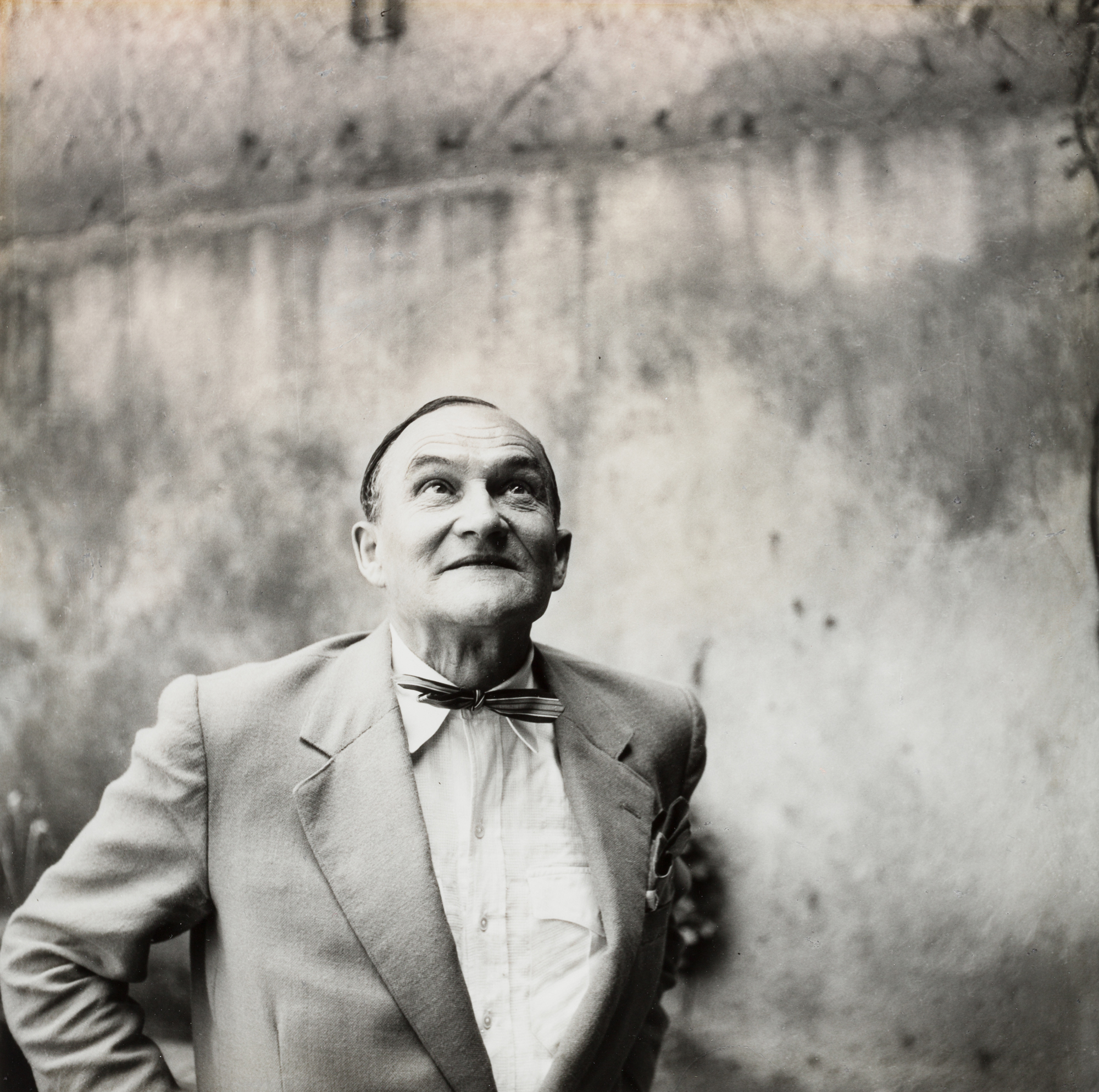
Heimito von Doderer (1959)

Nach dem Tod Doderers und vierjähriger Recherche hatte Fleischer das Material für die umfangreiche Biographie zu Heimito von Doderer gesammelt, die 1996 als „Das verleugnete Leben“ veröffentlicht wurde. In dieser wird das Leben dieses Autors sehr facettenreich, und ohne die „dunklen Seiten“ seiner Persönlichkeit zu verschweigen (wie seine Bisexualität oder sexuell-sadistische Eigenheiten wie Flagellationen gegenüber Frauen, Beziehung zum NS), im Kontext der österreichischen Geschichte in den ersten beiden Dritteln des 20. Jahrhunderts dargestellt. Das gesammelte Material vertraute er Wendelin Schmidt-Dengler zur Betreuung des Nachlasses Doderers an.
Fleischer lebte danach als freier Schriftsteller, Übersetzer und Dokumentarfilmer. Übersetzungen in die deutsche Sprache fertigte er aus dem Spanischen, Italienischen, Englischen, Portugiesischen, Französischen und Arabischen an; er brachte sich selbst Altgriechisch bei und frischte sein Latein auf, um Xenophon und Tacitus im Original lesen zu können. Essays, Hörspiele und TV-Filme gestaltete er zu Doderer, Peter Altenberg, Arthur Schnitzler, Fritz Wotruba, Marcel Prachensky, Arnulf Rainer, Wolfgang Hollegha, Josef Mikl, Anton Lehmden, Joseph Roth, Italo Svevo, James Joyce, Stefan Zweig, Jules Romain, Somoza u. a. m. Längere Auslandsaufenthalte führten ihn u. a. nach Indonesien und Bahrein, Süd- und Mittelamerika, Türkei, Tansania, Usbekistan, Sibirien, Mongolei und China.
Im späteren Leben bezeichnete er sich als „Gärtner in der Firma seiner Frau“. Er war mit Anna Dobler (* 1961) verheiratet und leitete mit ihr in Niederösterreich ein Unternehmen zur Biotopgestaltung, in dem in Zusammenarbeit mit dem Botanischen Institut Leipzig auch aussterbende Pflanzenarten nachgezüchtet wurden. Sein letzter, erotisch angehauchter historischer Rom-Krimi, „Caesars Bote. Ein antiker Kriminalfall“, harrt noch der Veröffentlichung.

## Publikationen
Monografien
- (gem. m. Anna Dobler). Der Schwimmteich im Garten: Anlage, Bepflanzung, Betreuung. Orac, Wien 2009. ISBN 978-3-7015-0517-3.
- (gem. m. Anna Dobler). Schwimmteiche: Die besten Gestaltungsideen, die schönsten Anlagen. Bechtermünz Verlag, Augsburg 2001. ISBN 978-3-8289-1615-9.
- Glanz und Gemeinheit: Wie man mit unverschämten Lügen die ganze Wahrheit über Wien berichtet. Kremayr & Scheriau, Wien 1997.
- Das verleugnete Leben. Die Biographie des Heimito von Doderer. Kremayr & Scheriau, Wien 1996, ISBN 3-218-00619-8.
- Heimito von Doderer: Das Leben, das Umfeld des Werks in Fotos und Dokumenten. Kremayr & Scheriau, Wien 1995.
- Markus Prachensky. Löcker, Wien 1990.
- Unverbindliche Leidenschaften. Residenz Verlag, Salzburg 1968 (auch Lizenzausgabe für die Buchgemeinschaft Donauland durch Kremayr & Scheriau, 1970).

Herausgeberschaft
- Heimito von Doderer: Von Figur zu Figur: Briefe an Ivar Ivask über Literatur und Kritik. Hrsg. v. Wolfgang Fleischer u. Wendelin Schmidt-Dengler. C. H. Beck, München 1996.
- Heimito von Doderer: Die Wiederkehr der Drachen. Aufsätze / Traktate / Reden. Hrsg. v. Wendelin Schmidt-Dengler. Mit einem Vorwort v. Wolfgang H. Fleischer. Biederstein, München 1970.

Hörspiele/Theaterstücke
- Perpetuum mobile. Rowohlt, Hamburg 1970.